# Société européenne pour la formation des ingénieurs
La Société Européenne pour la Formation des Ingénieurs (sigle SEFI) est une organisation non gouvernementale internationale fondée à Bruxelles en 1973,.

## Présentation
C'est le plus grand réseau d'universités d'Europe destiné à la formation des ingénieurs. 
Un affilié important est l'American Society for Engineering Education (ASEE), un partenaire proche de l'IGIP.
Le SEFI organise chaque année des conférences et des ateliers pendant la conférence annuelle du SEFI et est l'éditeur de la revue bimestrielle European Journal of Engineering Education (EJEE), qui traite de divers aspects de la formation en ingénierie et le rôle des ingénieurs dans la société.